# The Blues Brothers
The Blues Brothers (полностью The Blues Brothers’ Show Band and Revue) — американская группа, играющая в жанрах блюз и соул, основанная в 1978 году комедийными актёрами Дэном Эйкройдом и Джоном Белуши.
Для создания образа «братьев» Белуши взял очки Ray-Ban Wayfarer (а-ля Джон Ли Хукер) и бородку «островок» (soul patch).
В группе периодически принимает участие Джеймс Белуши под псевдонимом «Zee Blues».

## Участники группы

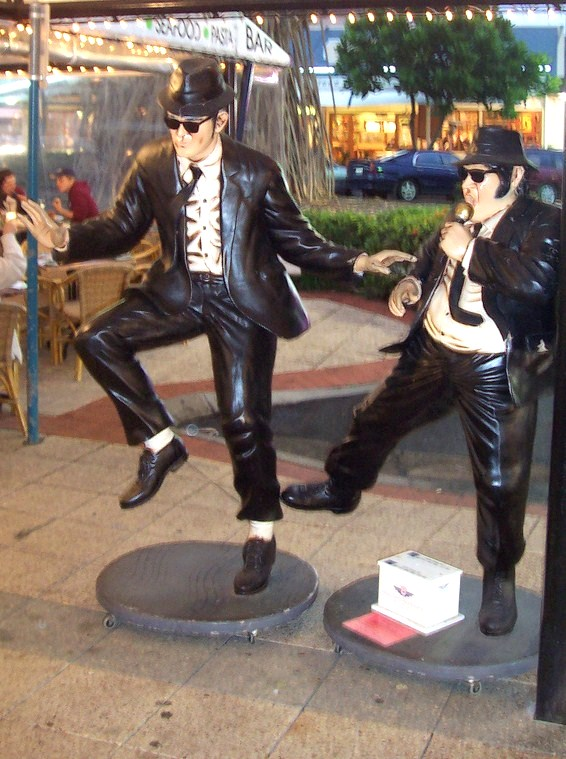
Элвуд (слева) и Джейк. Австралия, 2005 год

### Оригинальный состав
Кроме Джона Белуши и Дэна Эйкройда, все  остальные участники группы снимались в фильме «Братья Блюз» под собственными именами. Полный состав группы:
- «Joliet» Джейк Блюз (Джон Белуши) — вокал
- Элвуд Блюз (Дэн Эйкройд) — гармоника, бэк-вокал
- Стив «The Colonel» Кроппер — lead и ритм-гитара (ранее с Booker T & the M.G.'s)
- Дональд «Duck» Данн — бас-гитара (ранее с Booker T & the M.G.'s)
- Мёрфи Данн — клавишные (brought in to act in the film due to Paul Shaffer’s commitment to perform with Gilda Radner in Gilda Live!, toured with the band in the summer of 1980)
- Вилли «Too Big» Холл — барабаны, перкуссия (бывший участник The Bar-Kays, группы Айзек Хейз, появляется в фильме)
- Стив «Getdwa» Джордан — барабаны, перкуссия (Saturday Night Live Band, появляется только на альбомах)
- Birch «Crimson Slide» Johnson — тромбон (не появляется в фильме)
- Том «Bones» Мэлоун — тромбон, труба, саксофон (Saturday Night Live Band)
- «Blue» Лу Марини — саксофон (Saturday Night Live Band)
- Мэтт «Guitar» Мёрфи — lead и ритм-гитара (Howlin' Wolf, other artists)
- Алан «Mr. Fabulous» Рубин — труба (Saturday Night Live Band)
- Пол «The Shiv» Шаффер — клавишные, аранжировщик (не появляется в фильме, but live)
- Том «Triple Scale» Скотт — саксофон (L.A. Express, не появляется в фильме, though his saxophone can still be heard on the soundtrack)

### Другие участники
В разные времена в состав группы входили:
- «Brother» Zee Blues — вокал
- «Mighty Mack» McTeer — вокал
- Бастер Блюз — гармоника, вокал (acted by J. Evan Bonifant в Blues Brothers 2000, actual harmonica recorded by Джон Поппер)
- Cabel «Cab» Chamberlain — вокал
- Кэб Кэллоуэй — вокал
- Larry «T» Thurston — вокал
- Эдди «Knock on Wood» Флойд — вокал
- Сэм «Soul Man» Мур — вокал
- Джейсон «Sunshine» Сэй — ритм-гитара
- Tommy «Pipes» McDonnell — гармоника, вокал
- Rob «The Honeydripper» Paparozzi — гармоника, вокал
- David Spinozza — гитара
- Leon «The Lion» Pendarvis — фортепиано, вокал, аранжировщик
- Danny «G-Force» Gottlieb — барабаны
- Джимми «Jimmy B» Биггинс — саксофон
- Энтони «Rusty» Клауд — клавишные
- Eric «The Red» Udel — бас
- John «Smokin» Tropea — гитара
- Lee «Funky Time» Finkelstein — барабаны
- Steve Potts — барабаны
- Anton Fig — барабаны
- Larry «Trombonius Maximus» Farrell — тромбон
- Alto Reed — саксофон
- Jonny «The Rock & Roll Doctor» Rosch — вокал, гармоника

## Дискография

### Альбомы
- Briefcase Full of Blues (1978) US #1
- The Blues Brothers: Music from the Soundtrack (1980) US #13
- Made in America (1980) US #49
- Best of the Blues Brothers (1981) US #143
- Dancin' Wid Da Blues Brothers (1983)
- Everybody Needs the Blues Brothers (1988)
- The Blues Brothers Band Live in Montreux (1990)
- Red, White & Blues (1992)
- The Definitive Collection (1992)
- The Very Best of The Blues Brothers (1995)
- Blues Brothers & Friends: Live from House of Blues (1997)
- Blues Brothers 2000: Original Motion Picture Soundtrack (1998)
- The Blues Brothers Complete (1998)
- The Essentials (2003)

### Синглы, попавшие в чарты
- Soul Man (1978) US #14, UK #79 (1990)
- Rubber Biscuit (1978) US #37
- Gimme Some Lovin' (1980) US #18
- Who's Making Love (1980) US #39
- Everybody Needs Somebody to Love (1990) UK #12

## Дополнительные факты
- В 1992 году Эйкройд совместно с Айзеком Тигретом основал сеть концертных точек и ресторанов «House of Blues»[3].